# Amor de madre (película)
Amor de madre es una comedia española original de Netflix dirigida por Paco Caballero y protagonizada por Carmen Machi y Quim Gutiérrez. Se estrenó el 29 de abril de 2022 en la plataforma.

## Sinopsis
José Luis (Quim Gutiérrez), al que acaban dejar plantado en el altar y su madre, Mari Carmen (Carmen Machi), que tiene una compulsiva tendencia a la sobreprotección, deciden acudir juntos a su luna de miel para así no perder el dinero del viaje. Mientras él no puede sentirse más miserable, su madre disfruta de las mejores vacaciones de su vida.

## Reparto
- Carmen Machi como Mari Carmen
- Quim Gutiérrez como José Luis
- Yolanda Ramos como Montse
- Justina Bustos como Sara
- Dominique Guillo como Armando
- Celia Freijeiro como Teresa
- Edeen Bhugeloo como Jean Pierre
- Jake Francois como Calvin
- Andrés Velencoso como DJ Chucho
- Jorge Suquet como un agente de viajes
- Juanjo Cucalón como Ángel

## Producción
En enero de 2020 se anunció la nueva película para Netflix España, dirigida por Paco Caballero, producida por Morena Films y Lab Cinema, y protagonizada por Carmen Machi y Quim Gutiérrez en los papeles de madre y de hijo, respectivamente. Más adelante, se anunció a los actores que completan el elenco: Yolanda Ramos, Celia Freijeiro, Edeen Bhugeloo y Jake Francois. En marzo de 2021 se conoció la noticia de que el modelo Andrés Velencoso formó parte el reparto de la película.

### Rodaje
El rodaje se llevó a cabo principalmente en la Isla Mauricio, país soberano insular al Este de Madagascar, en el Suroeste del Océano Índico, en marzo de 2020 antes del comienzo de la pandemia de COVID-19 en la región, y en agosto de 2020. Durante la segunda estadía en la isla, las actrices Yolanda Ramos y Justina Bustos enfermaron de COVID-19 y permanecieron aisladas en un hospital público de allí durante un mes aproximadamente; en el caso de Justina Bustos 33 días. Ambas actrices estuvieron acompañadas por tres mujeres de la India residentes de la isla que también estuvieron aisladas.
De aquella experiencia, Justina Bustos realizó un registro fotográfico y fílmico con su celular, además de un diario con escritos y dibujos titulado "Libro de África". Luego de la pandemia, ya en Argentina, el escritor y editor Hernán Casciari demostró su interés en realizar un documental sobre los hechos, utilizando mayormente el material recopilado por la actriz, el cual financió a través de un sistema de crowdfunding desde su productora Orsai Audiovisuales. El documental, que fue dirigido por la propia actriz y se tituló Sola en el paraíso, tuvo su estreno en junio de 2023.
Finalmente en enero de 2021 el rodaje se completó en Madrid y Tenerife, que suplantó el escenario de la Isla Mauricio.

### Estreno
La película se estrenó el 29 de abril de 2022 exclusivamente por Netflix.